# کوسکوس خرسی تالود
کوسکوس خرسی تالود (نام علمی: Ailurops melanotis) نام یک گونه از تیره درخت‌نوردان کیسه‌دار است.